# Chiesa dei Santi Pietro e Paolo (Cevoli)

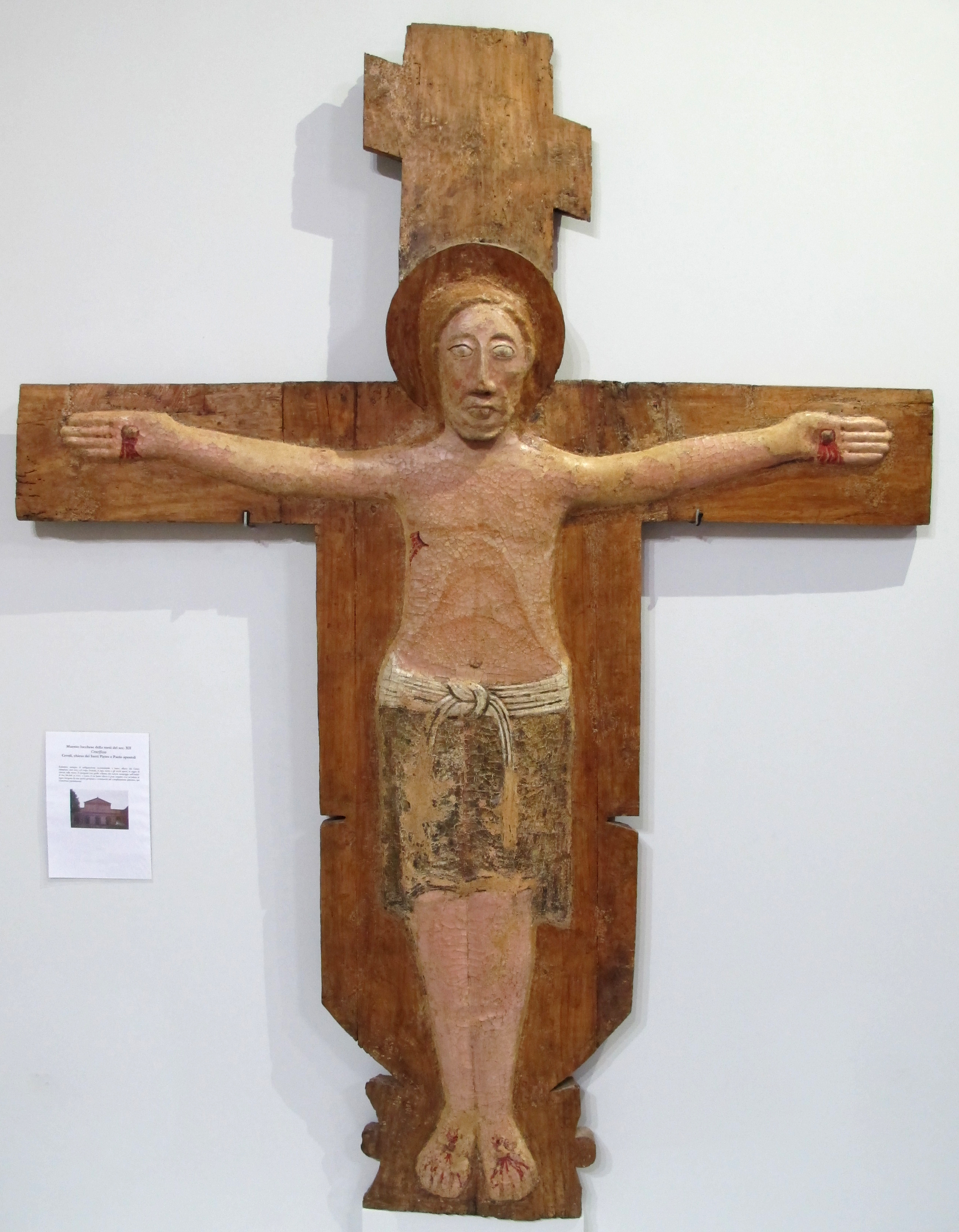
Crocifisso di Cevoli

La chiesa dei Santi Pietro e Paolo è situata a Cevoli, nel comune di Casciana Terme Lari.

## Storia
La chiesa è citata dal IX secolo nei documenti dell'archivio arcivescovile di Lucca alla cui giurisdizione apparteneva. La parrocchia di Cevoli nel 1260 era la prima succursale della pieve di San Marco in Sovigliana. Fu restaurata nel XV secolo, ingrandita di nuovo e divisa in tre navate nel 1710, epoca della consacrazione fatta dal vescovo di San Miniato, dieci anni prima che fosse eretta in parrocchia plebana.

## Architettura

### Interno
Nell'antico quadro dell'altar maggiore rappresentante la Beata Vergine con i santi Pietro e Paolo, attualmente nel coro, appare il nome dell'autore Andrea da Pisa, che lo dipinse nel 1490. Contemporanei di età sembrano alcuni affreschi superstiti nelle pareti della chiesa, e i vetri dipinti in un finestrone.
Vi si conserva un bellissimo crocifisso romanico, un dipinto con la Madonna con il Bambino e i Santi Pietro e Paolo, firmato da Andrea da Pisa e datato 1490, e alcuni affreschi frammentari, probabilmente coevi.